# 寬帶裂身鰕虎魚
寬帶裂身鰕虎魚，为輻鰭魚綱虾虎鱼亚目鰕虎魚科的其中一種

## 分布
本魚分布於臺灣東部地區及蘭嶼。

## 特徵
本魚體延長，前部呈圓筒形，後部側扁，尾柄較長。頭中大，上側位，稍突出。頰部圓突，吻圓而鈍。眼中大上位，口大前位，下頷略為突出。舌寬，前端呈叉狀，游離。鰓孔中大，向腹側延伸未超過鰓前蓋後緣下方。全身裸出無鱗，無側線，雄魚胸鰭寬大，體呈乳黃色，腹面白色，體側具有三個寬大黑色橫帶。體側橫帶間隔區上半部具有褐色網紋。雄魚口腔橙紅色，第一背鰭具一黑色線紋，第二背鰭具2-3列黑色斑點，尾鰭具有2個橢圓形白色斑塊，胸鰭具一大型黑斑，背鰭硬棘7枚、背鰭軟條9枚，臀鰭硬棘1枚、臀鰭軟條9枚，體長可達2.7公分。

## 生態
本魚棲息在石礫底質的河川，屬底棲性魚類，肉食性。

## 扩展阅读
維基物種上的相關：寬帶裂身鰕虎魚